# Armadillo rhodesiensis
Armadillo rhodesiensis är en kräftdjursart som beskrevs av Barnard 1932. Armadillo rhodesiensis ingår i släktet Armadillo och familjen Armadillidae. Inga underarter finns listade i Catalogue of Life.